# Mine (Taylor Swift)
Mine è un singolo della cantante statunitense Taylor Swift, pubblicato il 25 ottobre 2010 come primo estratto dal terzo album in studio Speak Now.
Inizialmente pianificata per il 16 agosto 2010, la pubblicazione del singolo è avvenuta il 4 agosto digitalmente e per l'airplay radiofonico in Canada e Stati Uniti d'America.
Il video musicale che accompagna il singolo è stato filmato a Portland, nel Maine, e include scene di Taylor che sposa un ragazzo, interpretato da Toby Hemingway. Il video è stato pubblicato il 27 agosto e ha ottenuto la certificazione Vevo. Taylor ha inoltre esibito la canzone live al CMA Music Festival il 1º settembre.

## Antefatti
Mine anticipa il terzo album di inediti di Taylor Swift, Speak Now, pubblicato il 25 ottobre 2010 dall'etichetta discografica Big Machine Records. Ha scritto da sola la canzone e l'ha prodotta con Nathan Chapman, che è anche il produttore dei suoi due primi album. A differenza dei suoi due primi dischi, Taylor ha scritto da sola tutte le canzoni. In una chat in diretta su Ustream tenutasi il 20 luglio 2010, Swift ha spiegato che la canzone è sulla sua tendenza del correre via dall'amore. Ha aggiunto che ogni relazione nella quale si è trovata è finita con un addio, e Mine è una sorta di eccezione. Durante la livestream, Swift ha confermato che il mix definitivo della canzone era stato completato quella stessa mattina. Il 4 agosto 2010 la canzone è stata immessa su internet, costringendo l'etichetta discografica ad anticipare il suo invio alle radio, prima previsto per il 16 agosto. Nel marzo 2011, durante un'intervista condotta da DJ Romeo su In:Demand Scotland, Swift rivela di aver scritto il brano in Texas, dove si trovava per il suo Fearless Tour.

## Successo commerciale
Solo due giorni dopo la sua pubblicazione radiofonica, Mine è entrata alla ventiseiesima posizione della classifica dei singoli country statunitense e alla quarantaquattresima della classifica dell'airplay. Erano previste circa 350 000 copie vendute per il singolo in una sola settimana, con un probabile debutto nelle prime tre posizioni della Billboard Hot 100. Mine ha fatto il suo debutto alla terza posizione della classifica americana, e alla prima di quella delle canzoni più vendute digitalmente negli Stati Uniti, con 297 000 download digitali in soli quattro giorni. Mine è quarta per numero di vendite digitali di una canzone nella sua settimana di debutto nel 2010 e ottava considerando anche gli altri anni. Nella sua seconda settimana in classifica il singolo scende alla quarta posizione della classifica delle canzoni digitali, vendendo altre 176 000 copie (il 41% in meno rispetto alla settimana scorsa).
In Canada, Mine è entrata alla terza posizione della classifica digitale e alla settima della Billboard Canadian Hot 100, vendendo 15 000 copie. La canzone ha inoltre raggiunto la top 20 della classifica neozelandese.

## Accoglienza
La stazione radiofonica texana KILT-FM descrive Mine come «una canzone dal ritmo veloce inconfondibilmente Taylor», comparando la sua tematica con quella di Love Story ma dicendo tuttavia che è più realistica rispetto alla seconda. La critica specializzata ha inoltre parlato della crescita e della maturità che la cantante mostra con Mine. Dandogli tre stelle e mezzo su cinque, Bobby Peacock di Roughstock ritiene la canzone simile ad altri suoi brani pubblicati in precedenza, ma ha aggiunto che è coerente al suo stile musicale.
Blake Boldt di The 9513 ha recensito negativamente il singolo, spiegando che, sebbene faccia apparire Swift più matura rispetto ai suoi precedenti lavori, risulta «un garbuglio di idee buttate in un ritornello di genere power-pop che si fisserà subito nel vostro cervello»"

## Tracce
Download digitale, CD (Stati Uniti)
1. Mine – 3:52

CD (Europa)
1. Mine – 3:49
2. Mine (US Version) – 3:51 – indicata US Mix nell'edizione britannica

Download digitale – Pop Mix
1. Mine (Pop Mix) – 3:49

## Formazione
Hanno partecipato alle registrazioni, secondo le note di copertina di Speak Now:
Musicisti
- Taylor Swift – voce, chitarra acustica, cori, battimani
- Nathan Chapman – chitarra acustica, chitarra elettrica, chitarra elettrica a dodici corde, banjo, mandolino, basso, Fender Rhodes, pianoforte, sintetizzatore, organo, programmazione, cori, battimani
- Bryan Sutton – chitarra acustica
- Grant Mickelson – chitarra elettrica
- Paul Sidoti – chitarra elettrica
- Mike Meadows – chitarra elettrica, battimani
- Smith Curry – lap steel guitar
- Rob Hajacos – fiddle
- Tim Marks – basso
- Tommy Sims – basso
- Amos Heller – basso
- Tim Lauer – pianoforte, organo B3
- Eric Darken – percussioni
- Al Wilson – percussioni, battimani
- Nick Buda – batteria
- Shannon Forrest – batteria
- John Gardner – batteria
- Caitlin Evanson – cori
- Liz Huett – cori

Produzione
- Nathan Chapman – produzione, ingegneria del suono aggiuntiva
- Taylor Swift – produzione, direzione artistica
- Chad Carlson – registrazione
- Justin Niebask – registrazione, missaggio
- Chuck Ainlay – registrazione
- Steve Marcantonio – registrazione
- Chad Carlson – registrazione aggiuntiva
- Todd Tidwell – registrazione aggiuntiva, assistenza tecnica
- Drew Bollman – registrazione aggiuntiva, assistenza tecnica, assistenza al missaggio
- Lowell Reynolds – registrazione aggiuntiva
- Jeremy Hunter – registrazione aggiuntiva
- Mark Petaccia – assistenza tecnica
- John Netti – assistenza tecnica
- David Bryant – assistenza tecnica
- Tristan Brock-Jones – assistenza tecnica
- Mike Rooney – assistenza tecnica
- Seth Morton – assistenza tecnica
- Jed Hackett – ingegneria del suono aggiuntiva
- Brian David Willis – ingegneria del suono aggiuntiva
- Joel Quillen – ingegneria del suono aggiuntiva
- Matt Rausch – assistenza al missaggio
- Steve Blackmon – assistenza al missaggio
- Hank Williams – mastering

## Classifiche
| Classifica (2010-23)             | Posizione massima |
| -------------------------------- | ----------------- |
| Australia                        | 9                 |
| Belgio (Fiandre)                 | 48                |
| Belgio (Vallonia)                | 75                |
| Canada                           | 7                 |
| Filippine                        | 2                 |
| Germania                         | 57                |
| Giappone                         | 6                 |
| Grecia                           | 54                |
| Irlanda                          | 38                |
| Nuova Zelanda                    | 16                |
| Portogallo                       | 122               |
| Regno Unito                      | 30                |
| Singapore                        | 8                 |
| Slovacchia                       | 76                |
| Stati Uniti                      | 3                 |
| Stati Uniti (adult contemporary) | 7                 |
| Stati Uniti (country)            | 2                 |
| Stati Uniti (pop)                | 12                |
| Svezia                           | 48                |
| Svizzera                         | 46                |
| Ungheria                         | 13                |
| Vietnam                          | 83                |

## Date di pubblicazione
| Paese                 | Data di pubblicazione | Formati                    | Note   |
| --------------------- | --------------------- | -------------------------- | ------ |
| Canada                | 4 agosto 2010         | Download digitale, airplay | [ 9 ]  |
| Stati Uniti d'America | 4 agosto 2010         | Download digitale, airplay | [ 9 ]  |
| Regno Unito           | 11 ottobre 2010       | CD, download digitale      | [ 35 ] |

## Mine (Taylor's Version)
In seguito alla controversia con la sua precedente casa discografica e la vendita dei master delle pubblicazioni precedenti al suo contratto con la Republic Records, Swift ha cominciato a ri-registrare tutta la sua discografia dal 2006 al 2019, includendo anche brani non inclusi in alcun album in studio. Ogni reincisione presenta la dicitura Taylor's Version nel titolo, per distinguerla dall'incisione originale e quindi dal master non di proprietà della cantautrice.
Il 7 luglio 2023 Taylor Swift ha ripubblicato il brano sotto il nome Mine (Taylor's Version), incluso nell'album Speak Now (Taylor's Version).

### Classifiche settimanali
| Classifica (2023) | Posizione massima |
| ----------------- | ----------------- |
| Australia         | 10                |
| Canada            | 15                |
| Filippine         | 3                 |
| Irlanda           | 9                 |
| Malaysia          | 21                |
| Nuova Zelanda     | 11                |
| Singapore         | 8                 |
| Stati Uniti       | 15                |
| Vietnam           | 83                |
| Mondo             | 13                |